# Michel-Eudes de L'Hay
Michel Charles Adolphe Eudes dit de L'Hay dit aussi Michel de L'Hay et Penoutet (Paris, 19 septembre 1849 - Paris 14e, 10 décembre 1900) est un artiste peintre et graveur français.

## Biographie
Michel Charles Adolphe Eudes est né à Paris (ancien 3e arrondissement) le 19 septembre 1849. Fils de Michel Édouard Eudes et de Rose Joséphine Milan, il a une jeunesse parisienne agitée, au Quartier Latin : il fréquente les cercles de Nina de Villard, des Zutiques, des Vivants animé par Jean Richepin, et les dîners des Vilains Bonshommes. Séduisant, on le surnomme « le Beau Michel, Penoutet ou Gueule d'or », en raison de sa haute taille, de ses yeux bleus, et de ses cheveux blonds. Dans les années 1870, il partage un logis avec Charles Cros au 13 de la rue Séguier et fréquente les Hydropathes puis Les Hirsutes,,.
Sa formation de peintre, précoce, fut assurée par Alexandre Defaux. De L'Hay se lance dans des paysages remarqués, qu'il vend surtout à ses nombreux amis. Parmi ceux-ci, on compte Ernest Cabaner et Victor Noir.
Il exposa des toiles inspirées surtout de la Normandie au Salon de Paris en 1874, avec Le Bornage de Montigny près de Fontainebleau, en 1876 avec La Marre au hérons, en 1878 avec Navires échoués (Angleterre) et Coin d'église, en 1879, La Marée basse, en 1881, La Seine à Bezons, en 1882, St-Vaast-La-Hougue (Manche), en 1883, La Seine à Bercy, en 1884, Le Pont-Marie, et en 1888, La Dune à Donville, (Manche) ; puis avec la Société nationale des beaux-arts en 1891, Les orges, en 1894, Les marais de Donville et L'Orage sur Granville, en 1895 Donville (Manche) et Luzerne et coquelicots, en 1897, Mâtinée brumeuse et Saint-Georges-de-Didonne, et enfin en 1898, La Brume à Cherbourg ; Matin (Berck) et Soleil brumeux. Sa dernière adresse parisienne indiquée est au 13 rue Ravignan.
Le 10 mars 1884, il se rend à la rédaction du journal Le Tricolore, où, se jugeant calomnié, il assène un coup de canne au rédacteur Charles Morel.
En 1890, il rejoint la Société des peintres-graveurs français, produisant des pointes sèches et des eaux-fortes exposées chez Durand-Ruel.
Il meurt rue Cabanis le 10 décembre 1900.
En 1906, le grand marchand et collectionneur américain George A. Lucas (en) achète à Paris, durant son séjour, et par le biais de Henry, le fils de Karl Bodmer, le Portrait du peintre de marine Michel de L'Hay, alors attribué à Édouard Manet, puis bien vite, expertise oblige... à un inconnu. Ce tableau est actuellement exposé au Baltimore Museum of Art, et serait le seul portrait du peintre connu.